# نسبة التكلفة والفائدة
نسبة التكلفة والفائدة (BCR) هي مؤشر يستخدم في مجال تحليل التكلفة والفائدة الذي يحاول الوصول إلي القيمة الإجمالية للمال الذي يحتاجه المشروع . والنسبة هي المكسب العائد من تنفيذ مشروع مقابل ما إحتاجه من مال لإنشائه . وكلما إرتفعت هذه النسبة(BCR) كلما كان ذلك أفضل لإستثمار . 

## المنطق
في حالة عدم وجود قيود في التمويل، فإن أفضل إستثمار للمال هي تلك المشاريع التي لها أعلى صافي للقيمة الحالية .
وإذا كان هناك قيود في التمويل، فإن هذه القيود تطرح من صافي القيمة الحالية .ويتم استخدام هذة النسبة في مجال واسع من عمليات تقييم الفائدة والتكاليف . ويجب أن يتم تقييم صافي القيمة الحالية على مدي العمر الافتراضي للمشروع .

## المشاكل
BCR طويلة الأمد مثل تلك المشاريع التي تساهم في تغير المناخ تكون حساسة جدا لمعدل الخصم المستخدم في حساب صافي القيمة الحالية . وغالبا ما يكون هناك اختلاف على السعر المناسب للإستخدام .وتختلف هذة النسبة تبعا لاختلاف وكالات التمويل لأن كل وكالة لها تعريف دقيق خاص بها . 

## كيفية حساب النسبة
- BCR = القيمة المخصومة من المزايا الإضافية ÷ قيمة التكاليف الإضافية
- وكلما كانت النسبة أكبر من 1 كلما كان المشروع جيد، ويكون الإستثمار فيه أمانا .